# Micmanice
Micmanice (německy Miezmanns, Mitzmanns, Miczmans) jsou jihomoravská vesnice zhruba 12 km jihovýchodně od Znojma, dnes místní část obce Strachotice. V minulosti byly samostatnou obcí, dnes jsou však Micmanice se Strachoticemi stavebně propojeny. Vesnicí protéká mlýnský náhon, který pohání micmanický vodní mlýn, zmiňovaný již roku 1302, jenž je technickou památkou a dnes slouží jako elektrárna. Významnou historickou dominantou vsi je kaple svatých Andělů z roku 1895.

## Název
Původní název vesnice (doloženo 1230) byl Utzmans - "Utzmanova" (tj. ves). Název vsi byl odvozen od německého osobního jména Utzman, domácké podoby jména Uodo, což byla zkrácenina jména Uodalrich (z nějž pochází české Oldřich). Splýváním s předložkami in a zu vznikaly tvary jako Zutzmans nebo Mutzmans/Mützmans doložené ze 14. století. Z nich se nakonec v němčině ustálil tvar Mitzmans, který byl převzat do češtiny jako Micmanice (v nejstarším dokladu z roku 1494 ve tvaru Nicmanice).